# Gobernador Edgardo Castello Airport
Gobernador Edgardo Castello Airport är en flygplats i Argentina. Den ligger i den södra delen av landet, 800 km sydväst om huvudstaden Buenos Aires. Gobernador Edgardo Castello Airport ligger 6 meter över havet.
Terrängen runt Gobernador Edgardo Castello Airport är platt. Närmaste större samhälle är Viedma, 6,2 km norr om Gobernador Edgardo Castello Airport.
Omgivningarna runt Gobernador Edgardo Castello Airport är i huvudsak ett öppet busklandskap. Runt Gobernador Edgardo Castello Airport är det mycket glesbefolkat, med 6 invånare per kvadratkilometer.